# Косоньська сільська рада
| Косоньська сільська рада — колишній орган місцевого самоврядування у Берегівському районі Закарпатської області з адміністративним центром у с. Косонь. Сільській раді були підпорядковані населені пункти: - с. Косонь |

## Склад ради
Рада складалася з 18 депутатів та голови.

## Керівний склад сільської ради
| ПІБ                        | Основні відомості                                                               | Дата обрання | Дата звільнення |
| -------------------------- | ------------------------------------------------------------------------------- | ------------ | --------------- |
| Гітман Тібор Тіборович     | Сільський голова, 2042 року народження, освіта, безпартійний                    | 26.03.2006   | 31.10.2010      |
| Товт Олександр Жігмондович | Сільський голова, 1971 року народження, освіта середня спеціальна, безпартійний | 31.10.2010   |                 |

Примітка: таблиця складена за даними джерела